# Jeremy Shada

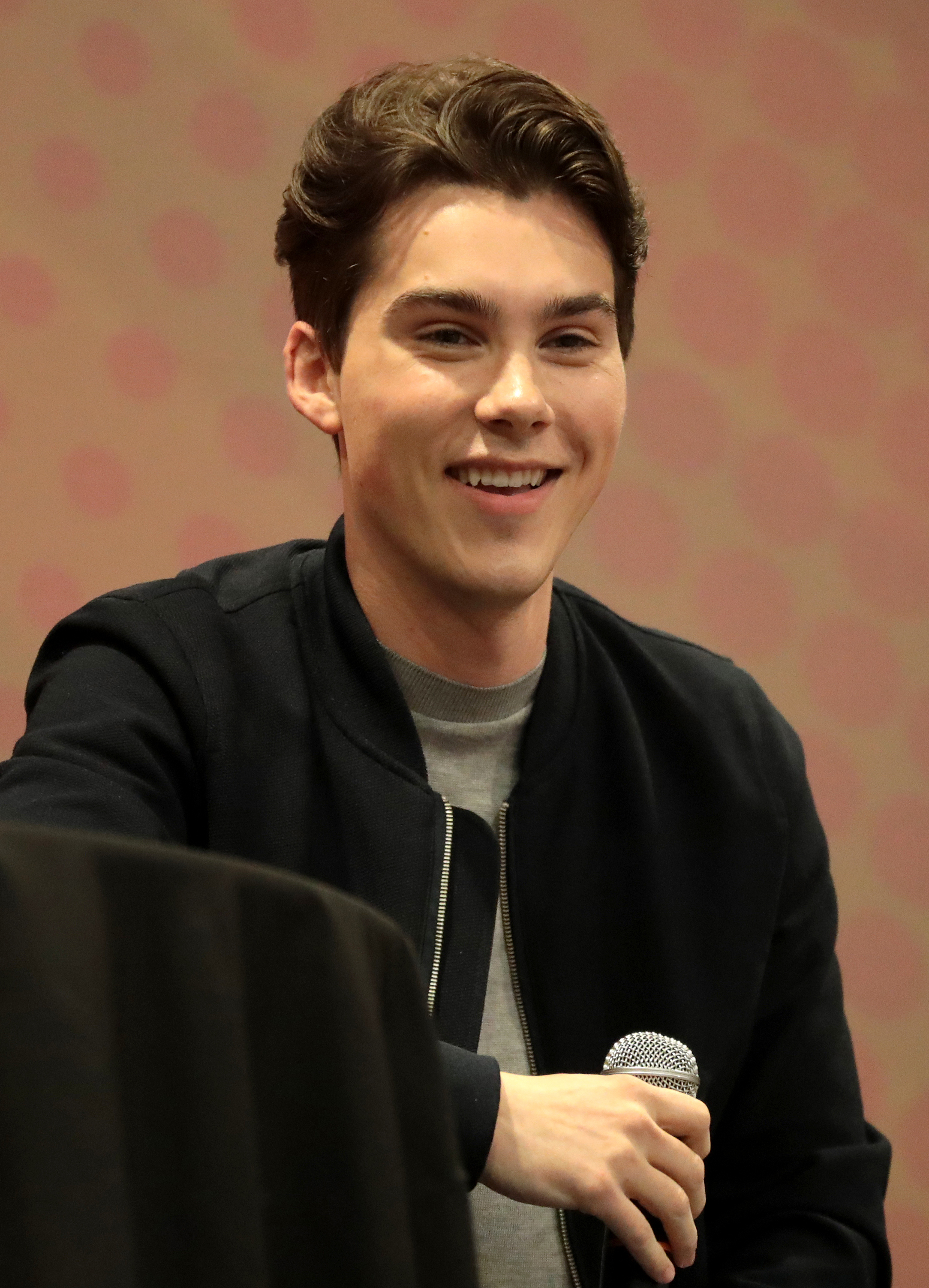
Jeremy Shada im Jahr 2019 in Phoenix.

Jeremy Shada (* 21. Januar 1997 in Boise, Idaho) ist ein US-amerikanischer Filmschauspieler, Synchronsprecher und Sänger.

## Leben und Wirken
Shada zog im Alter von fünf mit seiner Familie nach Kalifornien um, nach den Umzug spielte er in Filmen wie Miracle Run oder Fernsehserien wie Emergency Room – Die Notaufnahme oder Nip/Tuck – Schönheit hat ihren Preis erste kleinere Rollen. In Team America hatte 2004 er seine erste Rolle als Sprecher, von 2010 bis 2018 lieh er, im englischsprachigen Original, der Hauptfigur Finn, der Zeichentrickserie Adventure Time – Abenteuerzeit mit Finn und Jake in über 250 Folgen seine Stimme. Von 2016 bis 2018 war er Teil der Comedyserie Mr. Student Body President in der Hauptrolle Tyler Prendergast. In den gleichen Jahren war er in der englischsprachigen Fassung der Netflix-Serie Voltron: Legendärer Verteidiger als Stimme der Hauptfigur Lance zu hören.
Shada bildet, gemeinsam mit seinem Bruder Zack Shada und zwei Freunden, die Pop-Rock-Band Make Out Monday.
Jeremy Shada heiratete 2020 Carolynn Rowland.

## Filmografie (Auswahl)

### Schauspielrollen
- 2004: Miracle Run
- 2004: Emergency Room – Die Notaufnahme (ER, Fernsehserie, eine Folge)
- 2006: Nip/Tuck – Schönheit hat ihren Preis (Nip/Tuck, Fernsehserie, eine Folge)
- 2006–2007: Lost (Fernsehserie, zwei Folgen)
- 2007: Liebe erhellt die Nacht (Love's Unending Legacy)
- 2007: Ghost Whisperer – Stimmen aus dem Jenseits (Ghost Whisperer, Fernsehserie, eine Folge)
- 2007: Cold Case – Kein Opfer ist je vergessen (Cold Case, Fernsehserie, eine Folge)
- 2010: Parenthood (Fernsehserie, zwei Folgen)
- 2013: Aliens in the House
- 2016–2018: Mr. Student Body President (Fernsehserie, 40 Folgen)
- 2019: Denton's Death Date (Fernsehserie, zehn Folgen)
- 2020: Julie and the Phantoms (Fernsehserie, neun Folgen)

### Synchronrollen
- 2004: Team America
- 2009: Wolkig mit Aussicht auf Fleischbällchen (Cloudy with a Chance of Meatballs)
- 2010–2018: Adventure Time – Abenteuerzeit mit Finn und Jake (Adventure Time with Finn & Jake, Fernsehserie, 262 Folgen)
- 2009–2011: Batman: The Brave and the Bold (Fernsehserie, sechs Folgen)
- 2012–2013: Incredible Crew (Fernsehserie, 13 Folgen)
- 2014: Angry Video Game Nerd: The Movie
- 2016–2018: Voltron: Legendärer Verteidiger (Voltron: Legendary Defender, Fernsehserie, 73 Folgen)
- 2017: Voltron Legendary Defender Motion Comic (Fernsehserie, sechs Folgen)

#### Videospiele
- 2004: The Incredibles: When Danger Calls
- 2007: FusionFall
- 2011: F.E.A.R. 3
- 2012: Adventure Time: Hey Ice King! Why’d You Steal Our Garbage?!!
- 2015: Lego Dimensions
- 2015: Adventure Time: Game Wizard
- 2015: Adventure Time: Finn & Jake Investigations
- 2015: Code Name: S.T.E.A.M.
- 2017: DreamWorks Voltron VR Chronicles

## Diskografie

### Studioalben
- 2021: Vintage, Jeremy Shada Records

### Soundtrack-Alben
- 2013: Incredible Crew, Vol. 1, Cartoon Network Music
- 2013: Incredible Crew, Vol. 2, Cartoon Network Music
- 2019: Adventure Time, Vol.1, Cartoon Network Music
- 2019: Adventure Time, Vol. 2, Cartoon Network Music
- 2020: Julie and the Phantoms: Musik aus der Netflix-Serie, (Chartpositionen: Australien Rang 35, Belgien 47, Frankreich 182, Niederlande 57, Neuseeland 36, Vereinigte Staaten 163)

### EPs
- 2021: Mad Love, Jeremy Shada Records

### Singles
- 2020: Ballerina
- 2021: Humphrey Bogart
- 2021: Dancing With Strangers
- 2021: This Feels Right
- 2021: If Looks Could Kill

## Auszeichnungen (Auswahl)
Young Artist Awards 2013
- Nominierung in der Kategorie Bestes Ensemble in einer Fernsehserie für Incredible Crew

Behind the Voice Actors Awards 2014
- Preisträger des Publikumspreises in der Kategorie Beste männliche Kinderhauptrolle für Adventure Time – Abenteuerzeit mit Finn und Jake
- Preisträger des Publikumspreises in der Kategorie Bestes Ensemble in einer Musical/Comedy-Fernsehserie für Adventure Time – Abenteuerzeit mit Finn und Jake